# Famille Destremau
La famille Destremau est une famille française qui a donné plusieurs militaires et écrivains. Elle a donné en particulier un polytechnicien, dix saint-cyriens dont deux officiers généraux, quatre officiers de l'École navale, deux ambassadeurs et un membre de l'Institut. La famille compte de nombreux décorés dans l'ordre de la Légion d'honneur dont six de père en fils en ligne directe et deux commandeurs, ainsi que neuf croix de guerre (14-18, 39-45 et TOE). 

## Patronyme
Le nom de famille se prononce /dɛs.tʁə.mo/ et est parfois (mal) orthographié « Destremeau ». Les orthographes « de Lestremau », voire « l'Estrémal » ont été rencontrées. Quelques lieux-dits « Estremau » sont signalés en Gascogne.

## Origines
La famille Destremau a de lointaines origines gasconnes (Le Houga, Bas-Armagnac, le nom étant attesté depuis le XVe siècle dans le bassin de l'Adour) et vit depuis le XVIIIe siècle à Paris, à Versailles, puis à Provins, à Lure, à Toulon et dans les Hautes-Pyrénées.   
Une branche adhère à la Réforme et donne plusieurs émigrés aux XVIIe et XVIIIe siècles : Jean Destremau de La Broquère, pasteur à Bellocq (Béarn-1685) et à Amsterdam et son fils Daniel de La Broquère, pasteur à Mannheim ; Jean (Joao) Destremau de Massé, ingénieur des fortifications, général dans l'armée portugaise en 1712 ; Antoine Destremau, médecin du sultan de Golconde (Indes-1672).  

## Filiation des personnalités notoires
Plus récemment, la filiation suivante (partielle) est attestée :
- Arthur Destremau (Provins 1833-Paris1885), fils d'Auguste Destremau, maire de Provins, et Laure Bourquelot. Officier d'état-major, ancien élève de l'École spéciale militaire de Saint-Cyr (promotion « de l'Aigle » 1851-1853), officier de la Légion d'honneur. Le 27 avril 1865 à Lure, il épouse Marie Dromard.
  - Félix Destremau (1868-1945), ancien élève de l'École spéciale militaire de Saint-Cyr (promotion « Tombouctou »), général de division, commandeur de la Légion d'honneur, compagnon de l'Ordre du Bain. Le 24 septembre 1901 à Épernay, il épouse Renée Malinet.
    - Jean Destremau (1904 - tué à l'ennemi le 18 février 1948 à Cao Lanh - Cochinchine), ancien élève de l'École spéciale militaire de Saint-Cyr (promotion « Chevalier Bayard »), colonel d'infanterie coloniale, officier de la Légion d'honneur, croix de guerre 39-45 et des TOE, médaille des évadés, Distinguished Service Cross (DSC). Le 30 juin 1931 à Haguenau, il épouse Jeanne Portalis.
      - Olivier Destremau (1933-2010), Saint Cyr, officier parachutiste, colonel des troupes de montagne. Il épouse Odile Teissier.
        - Patrick Destremau (1960), général de corps d’armée, commandeur de la Légion d'honneur, commandeur de l'ordre national du Mérite[3].
        - Thierry Destremau (1964-2019), prêtre diocésain

    - Robert Destremau (1907-2004), Saint-Cyr promotion Galliéni, officier de cavalerie, chevalier de la Légion d'honneur, croix de guerre 39-45 et des TOE. Il épouse Annick de Carné-Marcein.
      - Jean-Philippe Destremau, avocat à la Cour

    - Bernard Destremau (1917-2002), champion de tennis, officier de chars dans la Première Armée (commandeur de la Légion d'honneur, croix de guerre 39-45, médaille des évadés), diplomate, député de Versailles, représentant de la France auprès de l'UEO, secrétaire d'État, ambassadeur en Argentine, élu en 1995 à  l'Académie des sciences morales et politiques. Il épouse Diane de Pracomtal.
      - Yolaine Destremau, femme de lettres,
      - Christian Destremau, écrivain, historien.

  - Maxime Destremau (29 mars 1875 à Alger - 7 mars 1915 à Toulon), lieutenant de vaisseau, ancien élève de l'École navale (promotion 1892), connu pour son action décisive à la bataille de Papeete : le 22 septembre 1914 à Tahiti, il est vainqueur du vice-amiral Graf Maximilien von Spee, avec l'équipage de la Zélée[4]. Le 17 août 1901 à Luxeuil-les-Bains, il épouse Marie-Thérèse Faivre d'Arcier.
    - Jacques Destremau (1902-1965), commissaire de la Marine. Il épouse Denise Blondel[5].
      - Didier Destremau (1937-2024), Saint-Cyr, officier de cavalerie puis parachutiste (13e RDP). Diplomate, consul à La Nouvelle Orléans et Cracovie, ambassadeur de France au Mozambique et à Malte. Il épouse en 1959 Anne de Lammerville.
      - Denis-Xavier Destremau (1940), ingénieur diplômé de l'École nationale du génie rural, des eaux et des forêts (promotion 1965)[6]. Il épouse Marie Antoinette de Ferrières de Sauvebœuf[7].
        - Ségolène Destremau (1979)[7], enseignante, autrice de la série Malak[8].

      - Thierry Destremau (1943-2021), colonel de l'Armée de l'Air, officier de la Légion d'honneur.

    - Pierre Destremau (1906-1971), capitaine de vaisseau[9],[10], ancien élève de l'École navale (promotion 1923). Il épouse Anne Chaperon.
      - Pierre-Arnaud Destremau (1928-2004), flûtiste et compositeur de musique[11]. Il épouse Thérèse Bechaux.
        - Claire Destremau, artiste lyrique.
        - Sébastien Destremau (1964), navigateur et skipper.

      - Maxime Destremau (1931-2002), Ecole Navale, capitaine de frégate. Officier de la Légion d'honneur, croix de guerre des TOE. Conservateur des Monuments historiques, épouse Geneviève Eynaud de Faÿ.
      - Jean-Noel Destremau, banquier, administrateur, épouse Pasquale Calemard
        - Jean-Baptiste Destremau (1968), écrivain[12].
        - Emmanuelle Destremau, actrice, réalisatrice, autrice, compositrice et chanteuse sous le nom de scène de « Ruppert Pupkin ».

## Pour approfondir